# Shake Up Christmas
Shake Up Christmas è un brano musicale del gruppo rock statunitense Train, estratto dalla versione golden gate dell'ultimo album Save Me, San Francisco pubblicato il 23 novembre 2010. Il singolo, prodotto da Butch Walker, è stato pubblicato il 1º novembre 2010.
Il brano è stato scelto come colonna sonora della campagna pubblicitaria della Coca-Cola per il Natale 2010, che per la prima volta è stata trasmessa in tv in oltre 90 Paesi, a cominciare dal 14 novembre 2010 fino a fine gennaio 2011.

## Il brano
Nel brano si racconta la storia di una ragazza e di un ragazzo che chiedono a Babbo Natale di portare un po' di gioia nel mondo. Il ragazzo poi chiede per sé di poter conoscere una ragazza che come lui abbia voglia di far felici quanti li circondano, una ragazza che corrisponde dopo tutto alla ragazza della prima parte della canzone. Del brano è stato girato anche un video in cui non mancano gli elementi tipici del Natale: la neve, l'amore e l'indispensabile Babbo Natale (in puro stile Coca-Cola).
Il brano è stato presentato in anteprima durante il concerto del 25 ottobre 2010 sul palco Shepherds Bush Empire di Londra.

## Tracce
Download digitale
1. Shake Up Christmas - 3:52

## Classifiche
| Classifica (2010)                          | Posizione più alta |
| ------------------------------------------ | ------------------ |
| Austria (Ö3 Austria Top 75)                | 14                 |
| Belgio (Ultratop 50, Fiandre)              | 24                 |
| Belgio (Ultratop 40, Vallonia)             | 45                 |
| Canada (Canadian Hot 100)                  | 97                 |
| Danimarca (Tracklisten)                    | 21                 |
| Germania (Media Control AG)                | 24                 |
| Italia (FIMI)                              | 11                 |
| Paesi Bassi (Dutch Top 40)                 | 6                  |
| Regno Unito (Official Charts Company)      | 134                |
| Repubblica Ceca (IFPI)                     | 16                 |
| Stati Uniti (Billboard Hot 100)            | 99                 |
| Stati Uniti (Billboard Adult Contemporary) | 12                 |
| Svizzera (Schweizer Hitparade)             | 25                 |
| Ungheria (Rádiós Top 40)                   | 29                 |

## Cronologia delle uscite
| Paese       | Data             | Formato           | Etichetta        |
| ----------- | ---------------- | ----------------- | ---------------- |
| Stati Uniti | 1º novembre 2010 | Download digitale | Columbia Records |